# Разборе (Требнє)
Разборе (словен. Razbore) — поселення в общині Требнє, регіон Південно-Східна Словенія, Словенія.